# Ghazanchi
Ghazanchi là một đô thị thuộc tỉnh Shirak, Armenia. Dân số ước tính năm 2011 là 568 người.